# Алтарные облачения

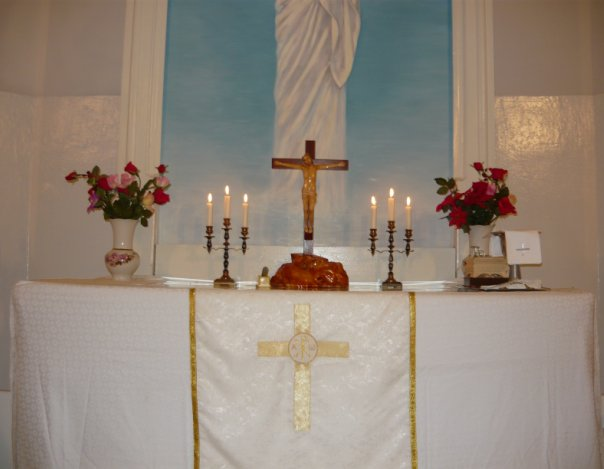
Белые алтарные облачения: алтарный покров и фронтал с изображением золоченого креста

Алтарные облачения (лат. Paramenta altaris, параменты) — ткани используемые для украшения и защиты алтаря католического костёла. Часто алтарные облачения обладают символическим значением, так как их цвет может содержать информацию о характере праздника. Самым основным алтарным облачением является алтарный покров, который представляет собой скатерть, полностью закрывающую алтарный столик. Не менее важным атрибутами алтаря являются антиминс, закрывающий лишь верх алтаря, а также фронтал - прямоугольный кусок ткани с религиозной символикой, который украшает алтарь. В греко-византийской традиции алтарь (престол) покрывают двумя одеждами: нижней белой льняной (срачицей, катасаркием) и верхней парчовой (индитией). Верх алтарного столика покрывает пелена на престол. В православных храмах алтарь может закрываться занавеской-катапетасмой
К алтарным облачениям нередко относят евхаристические покровы, такие как корпорал, покровцы и пурификатор, которые присутствуют на алтаре во время совершения таинства Причастия.

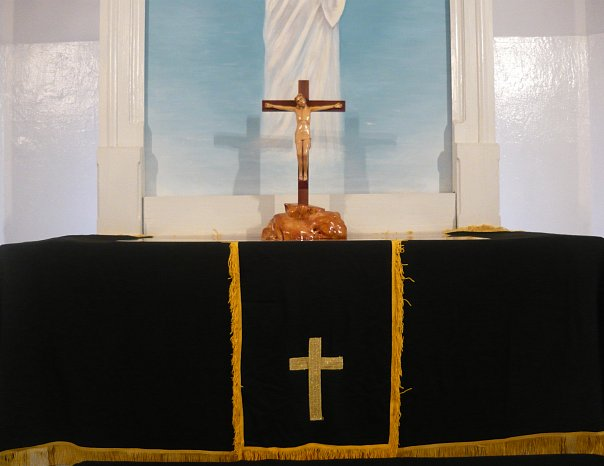
Чёрные алтарные облачения: алтарный покров и фронтал с изображением золоченого креста